# 탈진실
탈진실(Post-truth) 포스트 트루스는 객관적 사실보다는 감정이나 개인적 신념이 여론 형성에 더 큰 영향을 미치는 오늘날의 시대상을 언급하는 용어이다. 2016년 미국 대선과 2016년 영국 유럽 연합 회원국 국민투표에서 급증하여 사용된 후에 2016년 옥스포드 사전에서 올해의 단어로 선정되었다. 일부 학자들은 탈진실적 움직임을 과거 윤리, 인식, 정치에 관한 상대주의나 포스트모더니즘적 논의의 연장선으로 보나, 어떤 학자들은 이것이 21세기의 통신 기술과 문화적 배경 속에 특별하게 나타난 현상이라고 본다.
탈진실(Post-truth)은 21세기에 널리 퍼진 공공의 진실 주장에 대한 논쟁에 대한 문서화와 우려를 가리키는 용어이다. 이 용어의 학문적 발전은 역사적으로 특정한 원인과 현상의 영향을 설명하는 이론과 연구를 의미한다.
이 용어는 2016년 이전에 학술적으로 그리고 공개적으로 사용되었지만, 옥스퍼드 사전은 대중적으로 "감정과 개인적인 믿음에 호소하기보다는 객관적인 사실이 여론을 형성하는 데 덜 영향력 있는 상황과 관련이 있으며 이를 나타낸다"고 정의했다." 이 용어는 2016년 미국 대통령 선거와 영국의 브렉시트 국민투표에서 용어가 확산된 후 2016년 옥스퍼드 사전 올해의 단어로 선정됐다. 옥스포드 사전은 또한 포스트 진실이 종종 독특한 종류의 정치, 즉 포스트 진실 정치를 나타내는 형용사로 사용되었다고 언급한다.
일부 학자들은 사후 진실이 상대주의, 포스트모더니즘, 정치의 부정직에 대한 과거의 도덕적, 인식론적, 정치적 논쟁과 유사하다고 주장한다. 다른 사람들은 포스트 진실이 특히 21세기 통신 기술과 문화적 관행과 관련이 있다고 주장한다.

## 철학의 역사적 선례
탈진실은 일상생활, 특히 정치에서 진실과 관련된 역사적 문제에 관한 것이다. 그러나 진리는 오랫동안 철학의 주요 관심사 중 하나였다. 진리는 또한 철학의 역사에서 가장 복잡한 개념 중 하나이며, 사후 진리에 대한 많은 연구와 공개 토론은 철학자들이 진리의 대응 이론이라고 부르는 특정한 진리 이론을 가정한다. 가장 두드러진 진리 이론은 비평가들의 몫이지만, 대략적으로 단어들이 조사되고 확인되어야 하는 수용되거나 상호 이용 가능한 현실에 해당하는 대응 이론이다. 진리의 또 다른 주요 이론은 일관성 이론인데, 여기서 진리는 단지 하나의 주장에 관한 것이 아니라 세계에 관한 일련의 진술들에 관한 것이다. 몇몇 학계 전문가들은 진리에 대한 철학적 논쟁을 강조하는 것은 역사적으로 철학이 아닌 대중 정치(탈진실 정치 참조)에서 나타났기 때문에 탈진실의 개념과 거의 관련이 없다고 지적한다. 철학자 줄리안 바기니는 다음과 같이 설명한다:
이러한 경쟁 이론의 장점은 주로 학문적 관심사이다. 사람들이 사담 후세인의 이라크에 대량 살상 무기가 있었는지, 지구 온난화가 현실적이고 인위적인지, 긴축이 필요한지에 대해 논쟁할 때, 그들의 의견 차이는 진실에 대한 경쟁 이론의 결과가 아니다. 어떤 증인도 판사에게 진실, 모든 진실, 오직 진실만을 말할 것을 약속할 때 어떤 이론을 염두에 두고 있는지 물어볼 필요가 없다. 그렇다면 왜 진리는 학문 철학 밖의 세계에서 그렇게 문제가 되었는가? 한 가지 이유는 신뢰할 수 있는 진실의 원천으로 간주되는 것에 대한 주요한 의견 불일치와 불확실성이 있기 때문이다. 인류 역사의 대부분 동안, 종교 문서와 지도자, 학식 있는 전문가, 그리고 상식이라고 불리는 지속적인 민간 지혜에 대한 신뢰의 안정적인 조합이 있었다. 이제, 사실상 어떤 것도 보편적으로 권위로 받아들여지지 않는 것 같다. 이것은 우리가 우리 자신의 전문가를 선택하거나 단순히 우리의 배짱을 믿어야만 하는 것을 남긴다.
따라서 탈진실의 개념을 역사적으로 구체적인 것으로 접근하는 전문가들에 따르면, 포스트 진실 이론은 현대 사회학적 현상으로서 진실의 본질에 대한 철학의 전통적인 논쟁과 멀리 연관되어 있을 뿐이다. 즉, 현대적 현상으로서의 포스트 진실은 "진실은 무엇인가?" 또는 "X는 진실인가?"를 묻는 것이 아니라 "우리는 왜 이것이 사실인지 저것이 사실인지 동의하지 않는가?"라고 묻는 것이다. 광범위한 학자들은 점점 더 사용자 생성 콘텐츠의 새로운 미디어 및 통신 기술, 새로운 미디어 편집 기술(시각, 시청각)에 의해 시작된 진실을 말하기 위한 제도적 권위의 붕괴를 주장하고 있다, 그리고 포화된 홍보 문화는 혼란과 진실을 말하는 게임, 심지어 진실 시장을 초래했다.
그러나 모든 주석자가 사후 진실을 암묵적 대응, 일관성 또는 진리의 실용주의 이론을 통해 논의된 역사적으로 특정한 현상으로 취급하는 것은 아니다. 그들은 진리가 무엇인지 묻는 철학적 전통 안에서 그것을 논의한다. 프리드리히 니체는 때때로 사후 진실 해설자들의 진영에서 인용된다.
프리드리히 니체
프리드리히 니체는 때때로 탈진실 이론의 선구자로 언급된다. 그는 인간이 선과 정의를 정의하는 개념을 창조함으로써 진리의 개념을 가치의 개념으로 대체하고, 권력에 대한 인간의 의지와 의지에 현실을 근거로 한다고 주장한다.
1873년 그의 에세이 도덕적 의미의 진실과 거짓말에서, 니체는 인간이 은유, 신화, 그리고 시의 사용을 통해 세상에 대한 진실을 창조한다고 주장한다. 그는 이렇게 쓴다,
누군가 덤불 뒤에 물체를 숨긴 다음 그곳에서 그것을 찾고 찾는 것은 그리 칭찬할 만한 일이 아니다. 하지만 그것이 합리적인 영역 내에서 "진실"을 찾는 것과 찾는 방식이다. 만약 내가 포유류를 정의하고 낙타가 "포유류를 보라"고 선언한다면, 진실은 밝혀지지만, 그것은 제한된 가치가 있다. 내 말은, 그것은 사람을 제외하고는 "그 자체로 진실"되거나 정말로 그리고 보편적으로 타당한 단 하나의 요점도 포함하지 않고, 전체적으로 의인화된 것이다. 그러한 진리에 대한 조사자는 기본적으로 세계를 인간으로 변형시키는 것을 추구하고 있다. 그는 세계를 인간과 같은 것으로 이해하려고 애쓰고 있으며 기껏해야 동화의 느낌을 얻는다.
니체에 따르면, 모든 통찰력과 생각은 특정한 관점에서 발생한다. 이것은 진실이나 가치 판단이 이루어질 수 있는 많은 가능한 관점들이 있다는 것을 의미한다. 이것은 세상을 보는 "진정한" 방법이 없다고 선언하는 것과 같으나, 모든 관점이 반드시 동등하게 유효하다는 것을 의미하지는 않는다.
니체적 관점주의는 형이상학적 객관주의가 가능한 모든 것이라는 것을 부정하고 문화적 형성이나 주관적 지정을 초월할 수 있는 객관적 평가가 없다고 주장한다. 이것은 객관적인 사실이 없으며 사물 자체에 대한 이해나 지식이 불가능하다는 것을 의미한다:
현상에서 멈추는 실증주의에 반대한다: "사실만이 있을 뿐입니다." 나는 말하고 싶다: 아니요, 사실은 없고 단지 해석만 있다. 우리는 "그 자체로" 어떤 사실도 확인할 수 없다.

현상에서 멈추는 실증주의에 반대한다: "사실만이 있을 뿐입니다." 나는 말하고 싶다: 아니요, 사실은 없고 단지 해석만 있다. 우리는 "그 자체로" 어떤 사실도 확인할 수 없다.
그러므로 진리(그리고 무엇보다도 진리에 대한 믿음)는 오류이지만, 삶에 필요한 오류이다: "진리는 어떤 종류의 생물체가 없이는 살 수 없는 일종의 오류입니다." (권력에의 의지, KGW VII, 34 )
막스 베버

## 비판이론과 유럽철학
몇몇 영향력 있는 철학자들은 사실과 가치 사이의 구분에 회의적이다. 그들은 과학적 사실이 권력의 관계를 통해 사회적으로 생산된다고 주장한다.
브루노 라투르

프랑스 철학자 브루노 라투르는 사후 진실을 위한 지적 기반에 기여했다는 비판을 받아왔다. 2018년, 뉴욕 타임즈는 브루노 라투르와 포스트 진실 정치에 대한 프로필을 실었다. 기사에 따르면,
1970년대와 1980년대에 논란이 된 일련의 책들에서, [라투르]는 대신에 과학적 사실을 과학적 탐구의 산물로 보아야 한다고 주장했다. 사실은 그의 배우-네트워크 이론에 따라 "네트워크화"되었다고 Latour는 말했다. 그들은 본질적인 진실성이 아니라 그들을 생산하고 이해할 수 있게 만든 제도와 관행의 힘에 서 있거나 떨어졌다.

그러나 이 기사는 라투르가 현실을 믿지 않거나 진실이 상대적이라고 주장하는 것은 잘못된 해석이라고 주장한다:
만약 그들이 그날 우리의 서커스에 있었다면, 라투르의 비평가들은 그 장면에 뭔가 이상한 점이 있다고 느꼈을 것이다. – 과학의 제단 앞에 무릎을 꿇은 과학 숭배자들의 오래된 적수이다. 하지만 그들이 놓쳤을 것 - 그들이 항상 놓쳤던 - 라투르는 중력의 존재를 부정하려고 하지 않았다는 것이다. 그는 훨씬 더 특이한 일을 해왔다. 이 지식이 알려지게 되는 조건을 다시 설명하려고 노력하는 것이다.

"사실을 부정하는 사람"이라는 라투르의 논란의 여지가 있는 평판은 프랑스 월간지 La Recherche (1998)에 실린 그의 기사에서 비롯됐다. 여기서 라투르는 1976년 프랑스 과학자들이 파라오 람세스 2세의 미라를 연구하면서 그의 죽음이 결핵 때문이라는 것을 발견한 것에 대해 논의한다. 라투르가 묻는다:
"1882년 로버트 코흐가 발견한 세균 때문에 어떻게 세상을 떠날 수 있었을까요?" 라투르는 람세스 2세가 기관총에 맞아 죽거나 주식시장 붕괴로 인한 스트레스로 사망했다고 주장하는 것은 시대착오적이라고 주장한다. 그러나 라투르는 결핵으로 인한 죽음도 마찬가지로 시대착오적이지 않은 이유를 묻기도 할 수 있는가? 그의 대답은: "코흐 이전에는, 박테리아는 진짜 존재하지 않았습니다." 그는 코흐가 기존에 존재하던 바실러스를 발견했다는 상식적인 개념을 "상식의 겉모습만 가지고 있다"고 일축한다.

이런 의미에서, 라투르(또는 미셸 푸코 역시)는 지식을 생산하기 위한 제도적이고 실제적인 우발성에 주목한다(과학에서는 항상 더 느리고 빠른 속도로 변화하고 있다).
한나 아렌트
한나 아렌트는 진리 그 자체의 본질에 대해 명상하는 대신 역사적으로 변화하는 무언가를 이론화하려고 시도했다는 점에서 탈진실 이론의 중요한 개념적 자원으로 인용돼 왔다. 한나 아렌트는 그녀의 에세이 Liating in Politics (1972)에서 그녀가 말하는 사실과 허구를 구별할 수 없는 것, 즉 우리가 현재 탈진실로 이해하는 것에 매우 가까운 개념을 설명한다. 이 에세이의 중심 주제는 1971년 펜타곤 페이퍼의 유출과 함께 드러난 철저한 정치적 기만이다. 그녀의 주요 비판 대상은 베트남 전쟁 동안 미국의 외교 정책 "문제"를 해결하는 임무를 맡고 맥나마라 보고서를 작성한 그룹을 구성한 전문 "문제 해결자"이다.
아렌트는 사실무근화와 고의적인 거짓과 거짓말을 구별한다. 그녀는 이렇게 쓴다,
고의적인 거짓은 우발적인 사실을 다루는데, 즉 그 자체로 내재된 진실을 수반하지 않는 문제에 대해서는 있는 그대로 있을 필요가 없다. 사실의 진실은 절대로 설득력 있게 진실하지 않다. 역사학자들은 우리가 일상 생활을 보내는 사실의 전체 구조가 얼마나 취약한지 알고 있다. 그것은 항상 단일 거짓말에 의해 구멍이 뚫리거나 그룹, 국가 또는 계층의 조직적인 거짓말에 의해 갈기갈기 찢어질 위험에 처해 있다. 또는 부정되고 왜곡되고 종종 거짓의 무리에 의해 조심스럽게 은폐되거나 단순히 망각에 빠질 위험에 처해 있다.
그녀는 계속한다,
거짓말이 역효과를 낳는 지점이 항상 나온다. 거짓말이 다뤄지는 관객들이 생존하기 위해 진실과 거짓의 구분선을 완전히 무시해야 할 때 이 지점에 도달한다. 진실이냐 거짓이냐 – 만약 여러분의 삶이 여러분이 믿었던 것처럼 여러분의 행동에 달려 있다면, 그것은 더 이상 중요하지 않다; 신뢰할 수 있는 진실은 공공 생활에서 완전히 사라지고, 그리고 그것과 함께 끊임없이 변화하는 사람들의 일에서 주요한 안정 요소가 된다.
아렌트는 베트남 시대의 문제 해결자들을 지나치게 이성적이고, "모든 사실 내용을 숫자와 백분율의 언어로 번역하는 데 훈련받았다"고 비난한다.. 그리고 "주어진 현실"이라는 사실과는 무관하다." 사실과 증거보다 감정에 의존하는 것을 강조하는 탈진실의 현대적 정의와는 달리, 아렌트의 현실화 개념은 초합리성을 "사실과 환상" 사이의 경계를 모호하게 하는 메커니즘으로 식별한다. 문제 해결사는 "정말로 "감성" 이상의 다소 무서운 정도였고" 순수한 정신적 노력의 세계인 "이론"과 사랑에 빠졌다. 그들은 공식을 찾기를 열망했다. 가능하면 유사 수학 언어로 표현하는 것이 좋다..."
아렌트는 "이 문제 해결사들이 현실적인 거짓말쟁이들과 공통점은 사실을 없애려는 시도와 사실의 내재된 우발성 때문에 이것이 가능해야 한다는 자신감입니다." 그녀는 속임수와 심지어 자기 기만조차도 사실과 거짓의 구별을 보존하는 데 의존하기 때문에 사실화되지 않은 세계에서는 의미가 없다고 설명한다. 반면에, 사실화되지 않은 환경에서, 개인은 "관객들뿐만 아니라 현실 세계와의 모든 접촉을 잃으며, 그는 정신을 그것으로부터 제거할 수 있지만 그의 몸은 그렇지 않기 때문에 여전히 그를 따라잡을 것입니다."

아렌트는 특히 광고(그리고 최근에 모든 것을 포괄하는 "홍보 문화"로 묘사된 것)를 현대 사상가들이 탈진실의 특징으로 묘사하는 "구매 준비가 된" 지식 조건을 만드는 데 주요 역할을 했다고 지적했다.
그녀는 "과거에 개발된 거짓말 예술의 많은 장르, 즉 매디슨 애비뉴의 발명으로부터 그들의 거래를 배운 정부의 홍보 관리자 중 명백하게 무해한 것"에 추가된 "최근의 다양성"에 대해 말했다. 아렌트는 그들의 "소비자 사회에서의 기원[존재]"에 주목했다(8페이지). 소비자 사회에서 정치로의 이러한 수입은 한나 아렌트에 따르면 홍보를 위해 "의견과 '선의', 즉 구체적인 현실이 최소한인 무형의 사람들에게만" 문제가 있었다."

한병철은 앞서 언급한 아렌트의 '사실화' 개념을 언급하면서도 이를 21세기 정보사회에 적용하면서 더 이상 거짓말이 진실로 치부되지 않거나 진실이 거짓으로 부인되는 '새로운 허무주의'가 대두되고 있다고 주장한다. 오히려 훼손되는 것은 진실과 거짓의 구별이다. 고의로 거짓말을 하고 진실에 저항하는 사람은 역설적으로 그것을 인식한다. 거짓말은 진실과 거짓의 구분이 온전한 곳에서만 가능하다. 거짓말하는 사람은 진실에 대한 감각을 잃지 않는다. 현실에 대한 그의 믿음은 흔들리지 않는다. 거짓말쟁이는 허무주의자가 아니다. 그는 진실 자체에 의문을 제기하지 않는다. 그가 더 단호하게 거짓말을 할수록 진실은 더 확인된다. "가짜 뉴스"는 거짓말이 아니다. 그들은 "사실성" 자체를 공격한다. 그들은 현실을 "사실화"한다. 도널드 트럼프가 자신에게 맞는 것은 무엇이든 즉흥적으로 말할 때, 그는 아는 사람이 필요할 것이기 때문에 현실을 알고 있는 전형적인 거짓말쟁이가 아니다. 그는 사실의 진실에 다소 무관심하다.

## 현대적 평가
유명한 천문학자이자 과학 통신가인 칼 세이건은 그의 작품 "악마에 쫓기는 세상: 어둠 속의 촛불로서의 과학"에서 주장했다:
과학은 지식의 집합 그 이상이다; 그것은 사고방식이다. 나는 내 아이들이나 손자들의 시대에 미국이 서비스와 정보 경제일 때, 거의 모든 주요 제조 산업이 다른 나라로 빠져나갔을 때, 놀라운 기술력이 극소수의 손에 있을 때, 그리고 공공의 이익을 대표하는 그 누구도 문제를 파악할 수 없다; 사람들이 그들 자신의 의제를 설정하거나 권위 있는 사람들에게 지식적으로 질문할 능력을 잃었을 때; 우리의 수정을 움켜쥐고 신경질적으로 우리의 별자리 운세를 상담할 때, 우리의 비판적인 능력은 감소하고, 무엇이 기분 좋고 무엇이 진실인지 구별할 수 없다, 우리는 거의 눈치채지 못하고 미신과 어둠 속으로 다시 빠져든다.

칼 세이건의 말은 "탈진실" 또는 "대체 사실" 세계의 예측이라고 생각된다.

정치적 맥락에서 최근 2016년과 2020년 미국 대통령 선거, 브렉시트, 코로나19 '인포매틱스', 2021년 1월 6일 미국 수도를 강타한 상황 등에 탈진실이 적용되고 있다. 역사학자 티모시 스나이더는 사후 진실과 2021년 미국 국회의사당 습격 사건에 대해 다음과 같이 썼다:
탈진실은 프리 파시즘이다... 우리가 진리를 포기할 때, 우리는 부와 카리스마를 가진 사람들에게 권력을 양보해 그 자리에 장관을 만든다. 일부 기본적인 사실에 대한 합의 없이는 시민들은 자신을 방어할 수 있는 시민 사회를 형성할 수 없다. 우리와 관련된 사실을 만들어내는 기관을 잃으면 매력적인 추상과 허구에 빠져드는 경향이 있다... 탈진실은 법의 지배를 약화시키고 신화의 정권을 초대한다.

작가 조지 질레트는 "포스트 진실"이라는 용어가 경험적이고 윤리적인 판단을 잘못 혼동한다고 제안했고, "탈진실" 운동은 사실 "전문가 경제 의견이 가치에 기반한 정치적 판단의 대리인이 되는 것"에 대한 반란이라고 썼다.

## 참고 문헌
- Abraham, Praveen & Mathew, Raisun (2021). The Post-Truth Era: Literature and Media, Authorspress
- Adler, Emanuel; Drieschova, Alena (2021). “The Epistemological Challenge of Truth Subversion to the Liberal International Order”. 《International Organization》 (영어) 75 (2): 359–386. doi:10.1017/S0020818320000533. ISSN 0020-8183. S2CID 221684565.
- Kakutani, Michiko.  "The Death of Truth" Penguin Random House (August 2019)
- McIntyre, Lee.  "Post Truth" MIT Press (February 2018)
- Muckle, Bob (2017). “Equipping Archaeology for the Post-Truth, Fake News Era”. 《Anthropology News》 (영어) 58 (1): e164–e167. doi:10.1111/AN.297. ISSN 1556-3502.

## 같이 보기
- 탈진실 정치(post-truth politics)
- 합의된 현실
- 철학적 회의론
- 사회구성주의
- 합의된 진실
- 진실성

## 더 읽어볼 것
- 아브라함, 프라빈 & 매튜, 라이순 (2021). 포스트 진실 시대: 문학과 미디어, 작가 출판사
- 아들러, 에마누엘; 드리스코바, 알레나 (2021). “"자유주의 국제질서에 대한 진실 전복의 인식론적 도전"”. 《International Organization》 (영어) 75 (2): 359–386. doi:10.1017/S0020818320000533. ISSN 0020-8183. S2CID 221684565.
- 카쿠타니, 미치코. "진실의 죽음" 펭귄 랜덤 하우스 (2019년 8월)
- 맥킨타이어, 리. "탈진실" MIT Press (2018년 2월)
- 머클, 밥 (2017). “Equipping Archaeology for the Post-Truth, Fake News Era”. 《Anthropology News》 (영어) 58 (1): e164–e167. doi:10.1111/AN.297. ISSN 1556-3502.